# SV 1908 Ricklingen
Der SV 1908 Ricklingen in ein Sportverein aus Ricklingen, einem Stadtteil von Hannover, der über die Sparten Rugby, Tischtennis, KAHA und Gymnastik verfügt. Darüber hinaus unterhält der Sportverein eine eigene Pipes & Drums-Formation.

## Geschichte und Beschreibung
Der SV 08 Ricklingen wurde noch zur Zeit des Deutschen Kaiserreichs im Jahr 1908 zunächst lediglich für das Rugby-Spiel gegründet. Ihre Übungsspiele und Wettkämpfe trugen die Mitglieder anfangs noch in den Maschwiesen an der Leine aus. Gegen Ende der Weimarer Republik konnte der Sportverein den eigenen heutigen Sportplatz erwerben.
Nach der Zeit des Nationalsozialismus und dem Zweiten Weltkrieg wurde ab 1953 auch die Sportart Tischtennis angeboten, gefolgt von Gymnastik seit dem Jahr 1975. Im Jahr 1997 stieg der SV 08 Ricklingen mit seiner Rugby-Abteilung in die Regionalliga ab, nachdem er vor Gericht vergeblich eine Verbandsentscheidung angefochten hatte. Auf regionaler Ebene begann der Sportverein dann eine Spielgemeinschaft mit dem TuS Wunstorf.
Im Corona-Jahr 2020 spielte die Rugby-Mannschaft in der Verbandsliga Nord Nord-West und führte dort die Tabelle an.
Aktuell spielt 08 Ricklingen, in Kooperation mit dem DRC Hannover von 1905, unter dem Namen SG Rugby Ricklingen sehr erfolgreich in der Regionalliga Nord.

## Erfolge

### Rugby
- 1924: Pokalsieger des Norddeutschen Rugby-Verbandes[1]
- 1947–1952: Niedersachsenmeister[1]
- 1950, 1960 und 1974: Deutscher Meister, zusätzlich mehrere Teilnahmen an nationalen Endspielen, zuletzt 1992[1]

## Persönlichkeiten
- Werner Behring war – ebenso wie Heinrich Ehlers (SC Germania List) und Klaus Wesch (TSV Victoria Linden) – Mitglied der technischen Kommission des europäischen Rugby-Verbandes Fédération Internationale de Rugby Amateur Association Européenne de Rugby (FIRA).[4]